# كريس سامرز
كريس سامرز (بالإنجليزية: Chris Summers)‏ هو لاعب كرة قدم أمريكية أمريكي، ولد في 29 فبراير 1988.